# Blessure

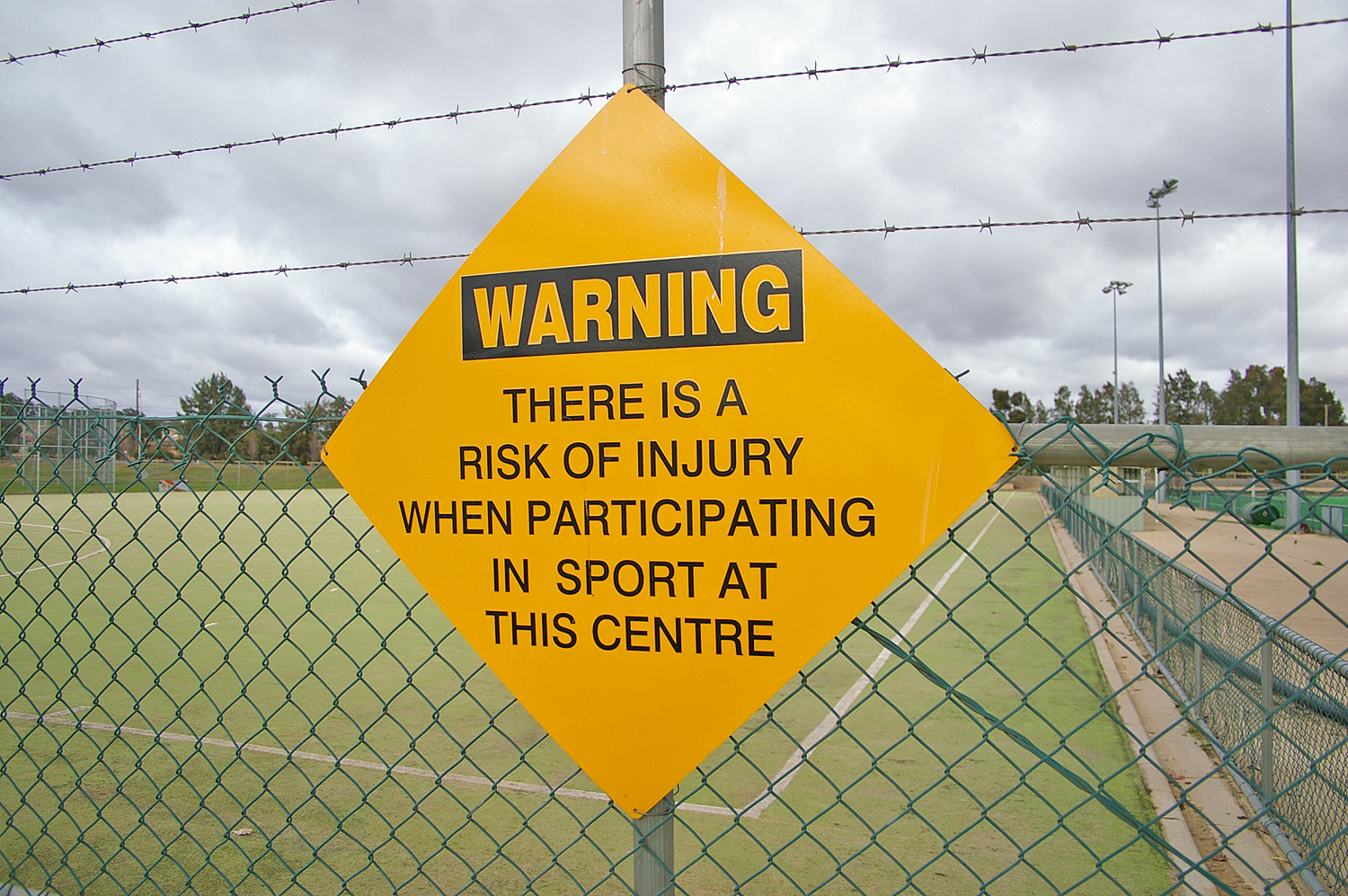
Een bord bij een sportveld in Australië waarschuwt tegen blessures

Een blessure is een vorm van lichamelijk letsel die men in de meeste gevallen door het beoefenen van sport heeft gekregen. Ook (extreme) bewegingen in het algemeen kunnen aanleiding geven tot het oplopen van blessures.
Verschillende factoren kunnen aanleiding geven tot blessures. Zo kan slecht materiaal meespelen, waardoor het lichaam gedwongen ongewone of slechte bewegingen maakt. Het kan ook aan de ervaring of voorbereiding van de sportbeoefenaar liggen, want men zal sneller een blessure oplopen wanneer het lichaam niet voorbereid is op extreme of ongewone bewegingen. Ook omstandigheden kunnen een rol spelen, bijvoorbeeld zwemmen bij slecht weer, offroad gaan tijdens het skiën of moeilijke passages opzoeken bij het klimmen.

## Preventie
Veel blessures, zoals (hamstring)scheuren, kunnen voorkomen worden door goed op te warmen. Zonder een warming-up zijn de spieren nog koud en stijf, wat de kans op een spierscheur vergroot wanneer men intensief gaat sporten en bepaalde spiergroepen zwaar belast. Ook goed afbouwen na het sporten, cooling-down, is belangrijk. Dit zorgt ervoor dat de uren na het sporten het lichaam geen problemen gaat vertonen als gevolg van het sporten. Tot deze soort blessures behoort onder andere spierpijn.
Ter voorkoming van blessures kan een trainingsschema helpen. Dit kan overbelasting voorkomen. Hierbij is het belangrijk het uithoudingsvermogen en de intensiteit geleidelijk op te bouwen, zodat gewenning aan een langere of intensere belasting van de spieren ontstaat.
Goed materiaal (bijvoorbeeld schokdempend schoeisel dat niet versleten is bij het hardlopen) kan blessures helpen voorkomen.

## Veelvoorkomende blessures
- Achillespeesblessure
- Enkelverzwikking
- Spierscheuring
- Tenniselleboog